# Austrolimnophila (Austrolimnophila) lewisiana
Austrolimnophila (Austrolimnophila) lewisiana is een tweevleugelige uit de familie steltmuggen (Limoniidae). De soort komt voor in het Australaziatisch gebied.